# Lenguas kayagar
Las lenguas kayagar son una pequeña familia lingüística de lenguas papúes, considerada por Malcolm Ross una subgrupo de las lenguas trans-neoguineanas.

## Clasificación
Esta familia está formada por tres lenguas en dos ramas:
- Atohwaim (Kaugat)
- Kayagar (Kaygir), Tamagario,

estas lenguas están estrechamente emparentadas entre ellas.

## Comparación léxica
Los numerales en diferentes lenguas kayagar:
| GLOSA | Kayagar          | Tamagario   | PROTO- KAYAGAR |
| ----- | ---------------- | ----------- | -------------- |
| '1'   | pɑɣɑmoᵏ          | peɣemokʰ    | *pəɣəmok       |
| '2'   | tusə'ki          | tou̯ti'gi    | *tuti-'ki      |
| '3'   | 'wɑtn̩ kesi'ki    | workʰeti'gi | *wotn keti-'ki |
| '4'   | bem̩eːtɛm         | bɐpmɐti'gi  | *bapmati-kí    |
| '5'   | ye'bere kapi'tɛm | yepkɐp'tɜm  | *yep+kapi'tɛm  |
| '6'   | 5+1              | 5+1         | *5+1           |
| '7'   | 5+2              | 5+2         | *5+2           |
| '8'   | 5+3              | 5+3         | *5+3           |
| '9'   | 5+4              | 5+4         | *5+4           |
| '10'  | 5+5              | 5+5         | *5+5           |